# Gérard Jouannest
Gérard Jouannest (Vanves, Isla de Francia; 2 de mayo de 1933-Ramatuelle, Provenza-Alpes-Costa Azul; 16 de mayo de 2018) fue un pianista francés, conocido principalmente por haber sido el acompañante artístico y arreglista de Jacques Brel y de Juliette Gréco, su esposa.

## Biografía
Gérard Jouannest estudió en el Conservatoire National de Musique de París en 1946, en el que ganó un Primer Premio de Piano. Después de una interrupción a causa de su servicio militar en Marruecos, Jouannest se presentó a concurso como profesor en el Conservatorio de Música de Besançon. La muerte de su padre, dos días antes del concurso, paralizó su sueño de ser concertista.
Presionado por las necesidades de la familia, trabajó como pianista de bar, y después como acompañante de Les Trois Ménestrels, en 1957. Durante un año, descubrió el universo profesional de la canción y se presentó en diversas salas, como en Les Trois Baudets. En este cabaret parisino donde actúan artistas con talento será donde conozca al que cambie la vida de Gérard Jouannest: Jacques Brel. 
En la época, era François Rauber, también del Conservatoire National de Musique, quien acompañaba a Brel en escena. Gérard Jouannest descubrió ese dúo musical fascinado por la calidad de sus canciones y de sus interpretaciones. Nació entonces una gran amistad entre los tres artistas, una fusión de sus talentos gracias a la que la canción francesa tomará otra dimensión. El Brel que se conoce hoy nació de sus colaboraciones con Gérard Jouannest y François Rauber. Este último debió abandonar las giras, y entonces Gérard Jouannest lo sustituyó y acompañó a Brel en escena desde finales de 1958. Se inició entonces una vida de bohemia que unió sus caminos, encadenando giras y reforzando su amistad.
Como acompañante, Gérard Jouannest, poco a poco y motivado por Brel, se convirtió en su compositor musical. Su primer aporte se produjo en 1959, y será una de las canciones más conocidas del cantautor belga: Ne me quitte pas. Brel, quien componía a la guitarra, y tenía una melodía en su cabeza que no llegaba a desarrollar. Gérard Jouannest la tocó al piano y encontró el puente musical que permitió a Brel perfeccionar el que será un inmenso éxito. Esta primera colaboración será desconocida, ya que Gérard Jouannest no había pensado nunca en la composición, y no fue inscrita en la Sacem hasta 1960.
Brel presintió todo el potencial artístico de su pianista y no cesó de fomentarlo, de su primera composición grabada en la Sacem —On n'oublie rien— y otras grandes canciones de la colaboración de ambos artistas: Bruxelles, Madeleine, Les vieux, Mathilde, La chanson de Jacky, Fils de, La chanson des vieux amants, J'arrive. 
En unos diez años, Gérard Jouannest compuso treinta y cuatro canciones para y con Brel. No componía nunca partiendo de un texto. La calidad de sus obras musicales reside posiblemente en el hecho de que los dos artistas trabajaban siempre juntos, simultáneamente, las palabras de uno originaban las notas del otro, y viceversa. Esta colaboración llegó a su fin con la decisión de Brel de dejar definitivamente la escena en 1967. Su amistad y su fidelidad serán inmutables, incluso después de la muerte de Brel en 1978. 
En febrero de 1968, Gérard Jouannest recibió la llamada de Barbara, pidiendo que la acompañara en escena, una cita anulada por los problemas de salud de la artista. El mismo día, François Rauber llamó a Gérard Jouannest para proponerle ir a Canadá con otra cantante excepcional, Juliette Gréco. Una colaboración que tenía que ser provisional, y que perduró hasta el final, cincuenta años después. Se casaron en 1989.
Juliette Gréco percibió el talento de su pianista y le confió igualmente la mayor parte de las músicas de sus discos. Después de su trabajo con Jacques Brel, Gérard Jouannest debió adaptarse a una nueva manera de componer, pues colaboró con diferentes artistas: Pierre Seghers, Richard Cannavo, Jean Tardieu, Benjamin Biolay, Christophe Miossec, y otros con los que firmó un disco entero, como Maurice Fanon, Henri Gougaud, Jean-Claude Carrière o Étienne Roda-Gil. Gracias a Gérard Jouannest, vieron la luz algunas canciones de Juliette Gréco, tales como Mon fils chante, Vivre, Les années d’autrefois, Un jour d’été o C’était un train de nuit.
En 1986, Gérard Jouannest fue solicitado por el artista belga Ronny Coutteure para musicar los textos de Contes d’un buveur de bière, adaptación de la obra de Charles Deulin. La comedia musical fue presentada en Bélgica en 1991. Después, Jean-Claude Brialy le pidió que compusiera la música de dos telefilmes, George Dandin y La dame aux camélias.
Con más de doscientas sesenta creaciones en su repertorio, Gérard Jouannest es hoy un autor imprescindible de la historia de la canción francesa. En 2006, en el álbum de Miossec de título L'Étreinte, compuso 30 ans, y en el disco Gibraltar de Abd Al Malik, los temas La Gravité, Il se rêve debout y L'Alchimiste. En 2007, recibió el premio de primavera de la Sacem (Prix Lucien et Jean Boyer).